# Archipelag Nordenskiölda
Archipelag Nordenskiölda (ros. Архипелаг Норденшельда) – grupa wysp we wschodniej części Morza Karskiego. Na archipelag składa się ok. 90 małych, skalistych wysepek, porośniętych przez formacje tundrowe.
Wyspy rozrzucone są na powierzchni o wymiarach 100 km ze wschodu na zachód i 90 km z północy na południe.
W jego ramach wyróżnia się mniejsze grupy wysp:
- Wyspy Cywolko 76°44′N 94°38′E/76,733333 94,633333
- Wyspy Wilkickiego 76°25′N 95°15′E/76,416667 95,250000
- Wyspy Pachtusowa 76°37′N 95°53′E/76,616667 95,883333
- Wyspy Litkego 76°49′N 96°36′E/76,816667 96,600000, w tym największa w archipelagu Wyspa Rosyjska
- Wyspy Wschodnie 76°38′N 97°30′E/76,633333 97,500000

Na wyspach znajdowały się do 1999 roku stacje badawcze, obecnie nie są zamieszkane.
Cały archipelag obejmuje Wielki Rezerwat Arktyczny.